# Offensive du Jouroud de Qaa et Ras Baalbeck
Guerre civile syrienne
Conflit au Liban
Batailles
- Sidon
- Aïn el-Jaouzé
- Ras al-Maara
- Aarsal
- Tallet al-Hamra
- Jouroud Aarsal
- Qaa et Ras Baalbeck

L'offensive du Jouroud de Qaa et Ras Baalbeck, baptisée l'opération l'aube du Jouroud, est un épisode du conflit au Liban pendant la guerre civile syrienne.

## Prélude et forces en présence
L'opération est lancée après une précédente offensive menée par le Hezbollah dans le Jouroud Aarsal contre Hayat Tahrir al-Cham et Saraya Ahl el-Cham ; deux groupes rebelles syriens, le premier djihadiste, le second affilié à l'Armée syrienne libre. Après la conclusion d'un accord le 27 juillet, les combattants de ces deux groupes avaient ensuite été évacués vers la Syrie avec environ 10 000 civils,.
Les forces armées libanaises préparent alors une offensive contre la poche tenue par les djihadistes de l'État islamique dans la région de Qaa et Ras Baalbeck, deux villages chrétiens situés à l'extrême nord de la Békaa. Cette zone, défendue par 600 combattants commandés par Mouaffak el-Jorbane, dit « Aboul-Souss », fait au total 300 km2, dont 160 km2 en Syrie et 120 à 140 km2 au Liban,. Les villages de Qaa et Ras Baalbeck sont pour leur part contrôlés par l'armée libanaise,,. Cette dernière engage 10 000 hommes dans l'offensive, commandés par le général Fadi Daoud, commandant de la sixième brigade.
Le 7 août, l'artillerie libanaise pilonne les positions des djihadistes, ces derniers répliquent en tirant des roquettes sur la ville d'al-Qaa.
Afin de resserrer l'étau sur les positions djihadistes, l'armée libanaise mène une première attaque les 16 et 17 août : elle s'empare des lieux-dits de Hakab Khazaal, Mounsarem et Dahr Khanzir et revendique la mort de six djihadistes contre cinq blessés dans ses rangs. La région est également bombardée par l'artillerie, l'aviation et les hélicoptères libanais dans les jours qui précédent le début de l'offensive,.

## Déroulement
Le 19 août au matin, les forces armées libanaises et le Hezbollah annoncent le début de leur offensive contre la poche tenue par l'État islamique dans le Joroud de Qaa et Ras Baalbeck à la frontière entre le Liban et la Syrie,. Cette zone qui déborde en territoire syrien est également attaquée de l'autre côté de la frontière par le Hezbollah, avec le soutien de l'armée syrienne,. L'armée libanaise affirme cependant qu'il n'existe « aucune coordination, directe ou indirecte » entre ses forces et celles du Hezbollah et du gouvernement syrien,. Mais pour Sunniva Rose, reporter pour Le Figaro : « Personne n'est dupe: une opération de cette envergure nécessite un minimum de coordination militaire » ; de même pour Scarlett Haddad, journaliste à L'Orient-Le Jour : « Trois forces armées s'attaquent en même temps à un même espace géographique. Comment peut-il ne pas y avoir de coordination ? C'est inévitable ».
Le premier jour, les forces libanaises et syriennes avancent rapidement ; dans la soirée l'armée libanaise affirme avoir repris 30 km2 aux djihadistes, tandis que le Hezbollah affirme avoir pris une zone de 87 km2 en territoire syrien. Le même jour, des soldats libanais hissent un drapeau espagnol sur une colline reprise aux djihadistes en hommage aux victimes des attentats de Barcelone et Cambrils ; « un salut de nos troupes qui combattent l’EI dans le Jouroud de Ras Baalbeck aux victimes en Espagne et dans le monde entier » selon le communiqué de l'armée libanaise.
L'armée libanaise utilise l'artillerie de manière particulièrement intensive, emploie des drones de reconnaissance et démine les engins explosifs. Au matin du 21 août, elle déclare avoir repris une zone de 80 km2, soit les deux tiers du territoire tenu par l'État islamique au Liban,. En 48 heures, trois collines stratégiques ont été reconquises ; l'armée affirme avoir détruit deux véhicules piégés et repris les hauteurs de Wadi Khechen, Kherbet el-Tine, Kornet Hokab al-Hamam et Ras al-Dalil,. Le 22 août, alors que les combats se poursuivent, les habitants de Qaa célèbrent déjà la défaite de l'État islamique,. Le même jour, l'armée libanaise déclare avoir repris 100 km2 de territoire ; les djihadistes ne contrôlent alors plus que 20 km2 au Liban et 40 km2 en Syrie,. Cette zone comprend le mont Halimat Qaraa au Liban, le mont Halimat el-Qabou en Syrie et la vallée de Martbaya,.

## Évacuation des djihadistes
Le 24 août, les djihadistes demandent l'ouverture de pourparlers pour se retirer de la région en échange de leur évacuation vers le gouvernorat de Deir ez-Zor, en Syrie. Le 27 août, l'armée libanaise annonce une pause dans son offensive afin de négocier avec l'État islamique un retrait de ses combattants et des informations sur neuf de ses soldats, capturés en 2014 lors de la bataille d'Aarsal ; côté syrien, le Hezbollah annonce également une pause dans les combats. Les djihadistes révèlent alors que les soldats libanais capturés à Aarsal ont été exécutés au cours de leur détention ; des hommes de l'État islamique faits prisonniers conduisent les forces libanaises vers une fosse commune où les corps de huit soldats auraient été enterrés. Le neuvième militaire porté disparu aurait pour sa part rallié l'État islamique dès août 2014 et serait parti combattre dans la région de Raqqa, en Syrie.
Au terme des négociations, menées principalement par le Hezbollah, un accord est conclu entre les différents belligérants pour évacuer les hommes de l'État islamique vers la Syrie,,. Le mouvement chiite obtient également la remise des corps de deux à cinq de ses hommes tombés au combat, de la dépouille d'un militaire iranien membre du Corps des Gardiens de la révolution islamique et la libération d'un de ses hommes,,. Pour que cet accord d'évacuation soit accepté par le gouvernement syrien, le secrétaire-général du Hezbollah, Hassan Nasrallah, affirme s'être rendu personnellement à Damas pour rencontrer le président syrien Bachar el-Assad.
Le 28 août, 308 combattants de l'État islamique — dont 26 blessés — et 331 civils et membres de leurs familles quittent la zone qu'ils occupaient à bord de dix-sept bus en direction de Boukamal, dans le gouvernorat de Deir ez-Zor, à l'est de la Syrie,,,,,. Le convoi, accompagné d'ambulances transportant les blessés et escorté par les hommes du Hezbollah, fait ensuite route à travers la Syrie par les territoires contrôlés par le régime syrien,. En conséquence, l'État islamique n'exerce plus d'emprise territoriale sur la frontière libano-syrienne,,,. L'armée libanaise se déploie alors dans le Jouroud Ras Baalbeck et établit pour la première fois des postes militaires dans cette région.
L'accord d'évacuation fait cependant l'objet de condamnations de la part de certains responsables politiques et d'une partie de l'opinion libanaise, ainsi que du gouvernement irakien,,. Il n'est également pas accepté par les États-Unis qui mènent deux frappes aériennes le 30 août pour creuser un cratère et détruire un petit pont entre Palmyre et Boukamal afin de bloquer le convoi et de l'empêcher de se rendre plus à l'est,. Ce dernier n'est pas bombardé directement en raison de la présence de civils. Il repart cependant le lendemain en prenant une route plus au nord, vers Al-Soukhna,. Le 2 septembre, six bus se séparent du convoi et se portent vers l'ouest de la Syrie pour une destination inconnue,. À la date du 7 septembre, les onze autres véhicules sont toujours bloqués en zone gouvernementale ; la coalition affirme alors avoir frappé une quarantaine de fourgonnettes conduites par des djihadistes et tué 85 combattants de l'État islamique qui se dirigeaient vers le convoi.
Le Hezbollah condamne alors les frappes aériennes menées par la coalition qu'elle accuse dans un communiqué « d'entraver l'avancée » du convoi, de l'« encercler au milieu du désert » et d'empêcher également « quiconque de les rejoindre, ne serait-ce que pour fournir de l'aide humanitaire aux familles, aux malades, aux blessés et aux personnes âgées ». Ce communiqué provoque la colère des familles des militaires, dont le porte-parole, Hussein Youssef, dénonce « cette crainte et cette préoccupation pour le sort du convoi des tueurs des militaires, alors qu'elles auraient dû l'être envers nos enfants ». La coalition déclare quant à elle avoir proposé un plan pour épargner « de nouvelles souffrances » aux femmes et aux enfants, mais sans donner de précisions. Pendant ce temps, le convoi est ravitaillé en eau et en nourriture par le Hezbollah. La Russie et le régime syrien ne font pas de déclarations officielles, cependant Moscou intensifie début septembre ses opérations aériennes dans la région de Deir ez-Zor, alors que les troupes du régime syrien s'apprêtent à briser l'encerclement de la ville, et fait savoir que la surveillance aérienne de la coalition gène ses propres opérations. Le 8 septembre, l'United States Central Command annonce que : « Les avions de surveillance de la coalition ont quitté l’espace aérien adjacent [au convoi] à la demande des responsables russes dans le cadre lors de leur attaque contre Deir ez-Zor ».
Finalement, au soir du 13 septembre, le convoi des onze bus parvient à rejoindre la ville de Mayadine, tenue par l'État islamique dans le gouvernorat de Deir ez-Zor,,. Le même jour, le dernier prisonnier du Hezbollah est relâché par les djihadistes,,.

## Les pertes
Le soir du 19 août, un porte-parole de l'armée libanaise, le général Nazih Jreij, affirme que 20 hommes de l'État islamique ont été tués, contre 10 blessés dans les rangs de l'armée. Ce bilan passe à au moins 35 morts pour l'EI le 25 août. Le 28 août, le secrétaire général du Hezbollah, Hassan Nasrallah, annonce que onze hommes de son mouvement ont été tués lors des combats, ainsi que sept hommes de l'armée libanaise ; bien que cette dernière annonce pour sa part la mort de six de ses soldats, tous tués par des mines.

### Vidéographie
- Euronews, « Offensive de l'armée du Liban contre l'EI » [vidéo], sur youtube, 19 août 2017.
- France 24, « Au Liban, la population soutient pleinement l'offensive de l'armée contre l'EI » [vidéo], sur ://www., 23 août 2017.

### Reportages
- « Nous, les chrétiens de Qaa, ne cédons plus à la peur », L’Orient-Le Jour, 14 mai 2018.

### Reportages photographiques
- Raphaëlle Moreau, « L’opération « L'aube des jurd » en images », L’Orient-Le Jour, 19 août 2017.

### Analyses
- Bachir El Khoury, « La victoire du Liban signe-t-elle le début de la fin pour Daech ? », Slate, 28 août 2017.
- Jeanine Jalkh, « Deal avec l’EI : « Le Hezbollah est tombé dans son propre piège » », OLJ, 5 septembre 2017.